# Amphipoea pacifica
Amphipoea pacifica är en fjärilsart som beskrevs av Smith 1899. Amphipoea pacifica ingår i släktet Amphipoea och familjen nattflyn. Inga underarter finns listade i Catalogue of Life.